# ¡Cómo sóis las mujeres!
¡Cómo sóis las mujeres! és una pel·lícula espanyola de comèdia de "guerra de sexes" del 1968 dirigida per Pedro Lazaga amb guió de Pedro Masó i protagonitzada per Arturo Fernández i Teresa Gimpera.

## Sinopsi
Teresa és una mestressa de casa, feliçment casada en aparença, però que està farta de sentir-se com la criada del seu espòs Mario i els seus fills i de sentir-se menystinguda; ell, per contra, manté que gràcies a la seva feina manté la seva família. Un dia, seguint el consell d'una amiga, acorda amb el seu marit intercanviar-se els papers. Ella surt airosa de l'experiència ja que aconsegueix un treball i la independència que tant desitjava. En canvi ell no aconsegueix sortir-se'n amb les tasques de la casa.

## Repartiment
- Arturo Fernández	...	Mario
- Teresa Gimpera	...	Teresa
- Juanjo Menéndez	...	Enrique
- Liana Orfei	...	Julia
- Barta Barri	...
- Doris Coll		...	Dona de Don Federico
- Rafaela Aparicio	...	Serventa sordo-muda
- Aurora Redondo	...	Mare de Mario
- Erasmo Pascual	...	Antonio

## Premis
Als Premis del Sindicat Nacional de l'Espectacle de 1968 va obtenir el 3r premi, dotat amb 125.000 pessetes, i el premi al millor actor per Arturo Fernández.